# Zenbächenhorn
Zenbächenhorn är en bergstopp i Schweiz. Den ligger i distriktet Brig och kantonen Valais, i den centrala delen av landet. Toppen på Zenbächenhorn är 3 386 meter över havet.
Terrängen runt Zenbächenhorn är huvudsakligen mycket bergig. Den högsta punkten i närheten är Geisshorn, 3 740 meter över havet, väster om Zenbächenhorn.
Trakten runt Zenbächenhorn består i huvudsak av kala bergstoppar och isformationer.